# Castello di Mayerling
Il castello di Mayerling (in lingua tedesca Schloss Mayerling) è stato sino al 1889 una residenza di caccia imperiale situata nella Bassa Austria, presso Alland, a sud-est di Vienna. Oggi ospita un convento.

## Storia

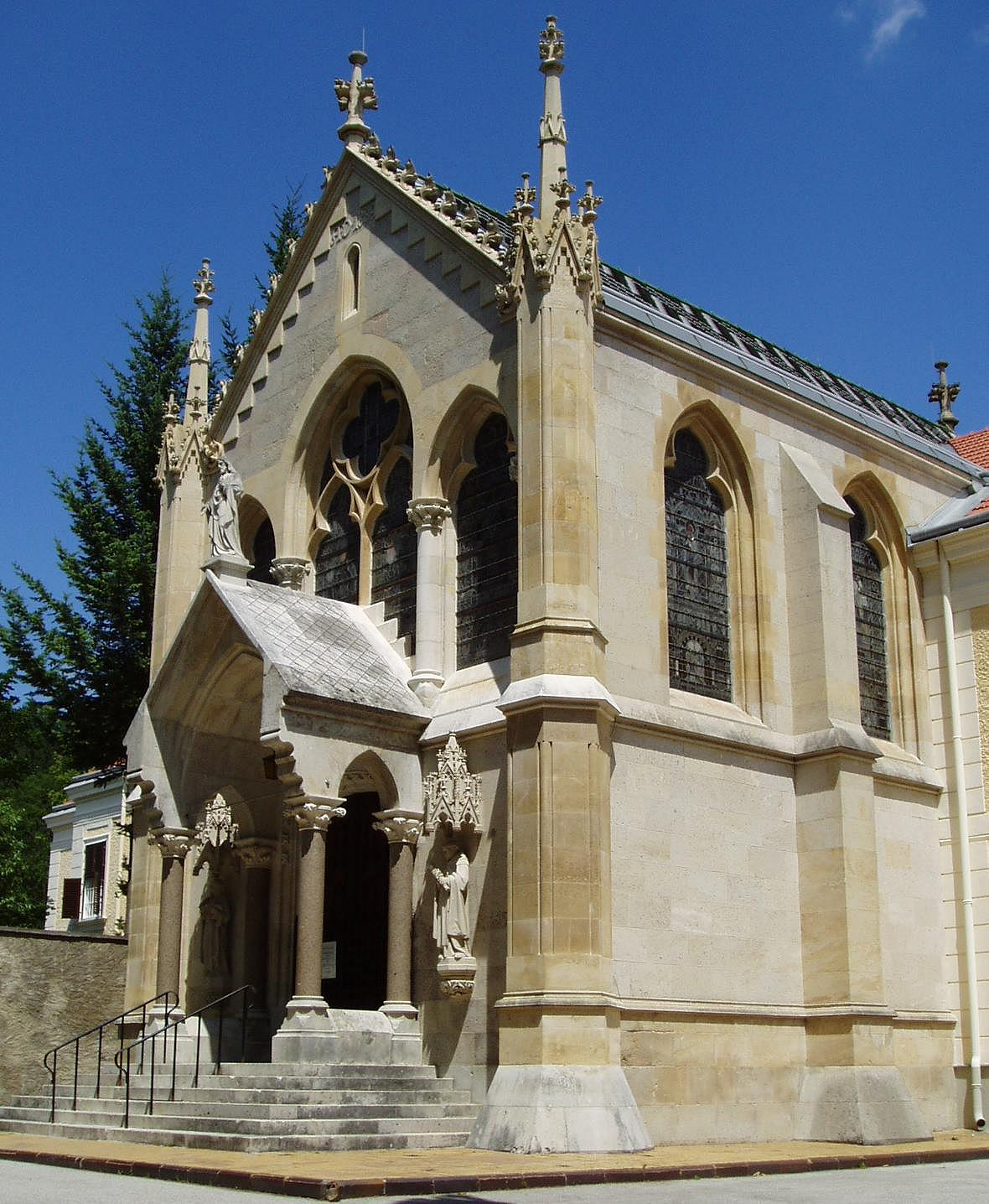
La cappella del castello di Mayerling

Nel 1550 il castello fu registrato per la prima volta come possedimento dell'abbazia di Heiligenkreuz. Dopo la dissoluzione delle strutture ecclesiastiche di fine Settecento, la struttura fu acquistata da un privato ma lasciata pressoché inutilizzata sino al 1886 quando lo stabile fu acquistato dal principe ereditario Rodolfo d'Asburgo-Lorena il quale era intenzionato a farne una residenza di caccia.
Nella notte del 30 gennaio 1889 l'arciduca Rodolfo si tolse qui la vita insieme all'amante, la baronessa Maria Vetsera. Francesco Giuseppe, il padre di Rodolfo, sconvolto e addolorato, fece dell'ultima residenza del figlio un tempio a lui dedicato. Il luogo ove si trovava la camera da letto di Rodolfo venne abbattuto per fare spazio ad una chiesa che venne aggiunta sul retro dell'edificio, nel luogo esatto dove i due giovani si tolsero la vita. Dopo aver fatto effettuare queste modifiche, Francesco Giuseppe affidò la residenza alle Carmelitane le quali ebbero l'ordine di custodire il monastero.
Contrariamente alla sua volontà, Rodolfo fu sepolto nella cripta imperiale a Vienna, mentre l'amante Maria Vetsera fu tumulata proprio nel cimitero accanto alla chiesa del castello.